# Exheterolocha
Exheterolocha is een geslacht van vlinders van de familie spanners (Geometridae), uit de onderfamilie Ennominae.

## Soorten
- E. dictyota Wehrli, 1934
- E. niphas Wehrli, 1940
- E. retifera Wehrli, 1934